# Johann Baptista Hermann
Johann Baptista Hermann (* 17. Jahrhundert in Nürnberg; † Zeit und Ort unbekannt) war ein deutscher Arzt und Mitglied der Gelehrtenakademie „Leopoldina“.
Johann Baptista Hermann war kaiserlicher Hofarzt zu Nürnberg.
Am 2. August 1696 wurde Johann Baptista Hermann mit dem Beinamen Philistion als Mitglied (Matrikel-Nr. 224) in die Sacri Romani Imperii Academia Caesareo-Leopoldina Naturae Curiosorum aufgenommen. Er gehörte der Sektion Mathematik an.